# Dysoptus tantalota
Dysoptus tantalota är en fjärilsart som beskrevs av Edward Meyrick 1919. Dysoptus tantalota ingår i släktet Dysoptus och familjen Arrhenophanidae. Inga underarter finns listade i Catalogue of Life.